# Jaculus turcmenicus
Jaculus turcmenicus är en omstridd däggdjursart som beskrevs av Boris Stepanovich Vinogradov och Gregorio Bondar 1949. Jaculus turcmenicus ingår i släktet ökenspringråttor och familjen hoppmöss. Inga underarter finns listade i Catalogue of Life.
Wilson & Reeder (2005) samt IUCN infogar populationen i arten Jaculus blanfordi och listar namnet Jaculus turcmenicus som synonym.